# ナイジェル・ロジャース
ナイジェル・ロジャース（Nigel Rogers、1935年3月21日 - 2022年1月19日）は、イギリス のテノール歌手。
ケンブリッジ大学のキングス校に合唱奨学生として学ぶ。イタリアに留学後、ミュンヘンで日本でも人気の高かった著名なバリトン歌手ゲルハルト・ヒュッシュに師事した。トマス・ビンクリー率いるミュンヘン古楽スタジオのメンバーであり、古楽演奏の声楽 における先駆者の一人。国際的に著名で重要な古楽奏者と頻繁に共演しており、グスタフ・レオンハルト、ニコラウス・アーノンクール、ユルゲン・ユルゲンス、ハンス・マルティン・リンデ、デイヴィッド・マンロウ、クリストファー・ホグウッド、アンドルー・パロットらと共演や録音活動に携わってきた。
ユルゲン・ユルゲンス指揮のモンテヴェルディのオペラ『オルフェーオ』でのタイトル・ロールのほかに、アーノンクールが1970年に録音した『マタイ受難曲』のテノールのアリアなどは、ロジャースの代表的な音源となっている。